# Borolia rufescens
Borolia rufescens là một loài bướm đêm trong họ Noctuidae.